# Edition Neue Texte
Edition Neue Texte war eine Buchreihe im Aufbau Verlag Berlin von 1971 bis 1988.

## Inhalt
Die Edition Neue Texte enthielt kürzere belletristische Texte, wie Gedichte, Kurzprosa oder Filmdrehbücher von jüngeren zeitgenössischen Autoren. Die meisten Auflagen erzielten Heinz Kahlau Du. Liebesgedichte  (11), Eva Strittmatter Ich mach ein Lied aus Stille (7) und Mondschnee liegt auf den Wiesen (7) und Christa und Gerhard Wolf Till Eulenspiegel. Filmerzählung (4). Weitere bekannte Autoren waren Christoph Hein und Günter Kunert. Es gab auch Ausgaben von ausländischen Autoren, wie von Heinar Kipphardt (Bruder Eichmann) oder von Günter Bruno Fuchs. 
In den letzten Jahren waren keine namhaften DDR-Autoren mehr mit Neuausgaben vertreten. 1989 wurde die Reihe eingestellt.

## Bände (Auswahl)
Die einzelnen Ausgaben waren nicht nummeriert. Es erschienen pro Jahr zwischen zehn und zwanzig Bücher.

### 1971
DDR-Autoren
- Heinz Kahlau, Du. Liebesgedichte, 11. Auflage 1987
- Günter Kunert, Ortsangaben, 2. Auflage 1974
- Erwin Strittmatter, 3/4hundert Kleingeschichten, mehrere Neuauflagen
- Helmut T. Heinrich, Hölderlin auf dem Wege von Bordeaux
- Helga Schütz, Vorgeschichten oder schöne oder schöne Gegend Probstein
- Thomas Valentin, Ginster im Regen
- Joachim Seyppel, Fußball-Nachrichten vom Heroengeschlecht an der Gasanstalt
- Uwe Berger, Die Chance der Lyrik
- Reinhard Weisbach, Wort für Wort

Ausländische Autoren
- Günter Bruno Fuchs, Gedichte eines Hof-Poeten
- Soja Boguslawskaja, Physik in Prosa
- Tatiana Gkritsi-Milliex, Schatten haben keine Schmerzen
- Clive Barker, Woche für Woche
- Velso Mucci, Der Turiner

### 1972
DDR-Autoren
- Christa Wolf, Lesen und Schreiben, 2. Auflage 1973
- Günter Kunert, Offener Ausgang, 2. Auflage 1975
- Erwin Strittmatter, Die blaue Nachtigall oder Der Anfang von etwas, 3. Auflage 1974
- Rainer Kirsch, Manfred Wolter (Hrsg.), Olympische Spiele Berlin
- Volker Braun, Das ungezwungene Leben Kasts, 2. Auflage 1973
- Volker Braun, Die Kipper
- Heinz Kahlau, Die kluge Susanne
- Wolfgang Joho, Abschied von Parler
- Fritz Hofmann, Die Erbschaft des Generals, Übersetzungen ins Polnische, Tschechische und Bulgarische
- Martha Weber, Die Birke

Ausländische Autoren
- Gabriele Wohmann, Alles für die Galerie
- Franz Josef Degenhardt, Und wenn der Mond dann rot ist ...
- Hans Frick, Henri
- Jean Thibaudeau, Mai 68 in Frankreich
- André Wurmser, Kaleidoskop
- Irina Grekowa, Ein Sommer in der Stadt
- Jesús Izcaray, Madame Garcia hinter dem Fenster
- Ciril Kosmač, Ballade von der Trompete und der Wolke

### 1973
DDR-Autoren
- Eva Strittmatter, Ich mach ein Lied aus Stille, 7. Auflage 1987
- Sarah Kirsch, Die Pantherfrau. Fünf unfrisierte Erzählungen aus dem Kassetten-Recorder, 2. Auflage 1974
- Helga Königsdorf, Respektloser Umgang, 2. Auflage 1987
- Helga Schubert, Blickwinkel, 3. Auflage, 1987
- Christine Wolter, Meine italienische Reise
- Uwe Berger, Arbeitstage
- Wolfgang Trampe, Biographie
- Helmut Baierl, Die Köpfe oder das noch kleinere Organon, 3. Auflage 1986
- Harald Gerlach, Sprung ins Hafenmeer
- Dieter Mucke, Wetterhahn und Nachtigall, 2. Auflage 1976
- Axel Schulze, Das Gastmahl Balthasars
- Klaus Bourquain, Der alte Achmed und der Regen
- Das schönste Buch der Welt. Wie ich lesen lernte, herausgegeben von der Akademie der Künste der DDR, Erika Pick

Ausländische Autoren
- Rezepte für Friedenszeiten, Gedichte von Nicolas Born, F. C. Delius und Volker von Törne

- James Aldridge, Der letzte Flug
- Julio Cortázar, Der andere Himmel
- Thomas McGrath, Die Tore der Träume
- Giuseppe Tomasi di Lampedusa, Erzählungen
- Ēvalds Vilks, Regen im Dezember
- Georgi Semjonow, Ohne Herbst in den Winter

### 1974
DDR-Autoren
- Christa und Gerhard Wolf, Till Eulenspiegel, eine Filmerzählung, vorher 1973 Hardcover-Ausgabe, 3.(4.) Auflage 1986
- Heinz Kahlau, Flugbrett für Engel
- Kurt Bartsch, Kalte Küche
- Helga Schütz, Festbeleuchtung
- Richard Christ, Reisebilder, 2. Auflage 1975
- Johanna Braun, Lieber Kupferstecher Merian
- Jens Gerlach, Der See
- Margarete Neumann, Am Abend vor der Heimreise

Ausländische Autoren
- Friedrich Christian Delius, Siemens-Werk
- Franz Kain, Der Weg zum Ödensee
- José María Sanjuán, Der Lärm der Sonne
- Dagfinn Grønoset, Anna aus der Ödmark
- Augen voller Sterne. Moderne slowakische Erzählungen, herausgegeben von Manfred Jähnichen
- Jaan Kross, Anno Domini 1506
- Taško Georgievski, Schwarze Saat
- Jewgeni Nossow, Der rote Wein des Sieges

### 1975
- Eva Strittmatter, Mondschnee liegt auf den Wiesen, 7. Auflage 1988
- Helga Schubert, Lauter Leben, 5. Auflage 1986

### 1976
- Bernd Wagner, Das Treffen. Erzählungen

- John Arden, Margaretta D’Arcy, Das Erbe von Ballycombeen, Ein anglo-irisches Melodrama
- Carlos Cerda, Begegnung mit der Zeit. Gitarre des dämmernden Morgens. Das Neue Chilenische Lied
- József Lengyel, Die Bekenntnisse des Richárd Trend
- Alberto Moravia, Ein anderes Leben (Moravia), Erzählungen
- Antonio Skármeta, Alles verliebt, nur ich nicht, Erzählungen
- Sergej Woronin, Mandarinenschalen, Erzählungen
- Andrej Wosnessenski, Schatten eines Lauts. Gedichte

### 1977
- Reinhard Bernhof, Landwechsel
- Wulf Kirsten, Der Bleibaum
- Vor meinen Augen, hinter sieben Bergen, Gedichte vom Reisen

### 1978
- Helga Königsdorf, Meine ungehörigen Träume, 4. Auflage 1984
- Margarete Hannsmann, Rauch von wechselnden Feuern
- Günter Herburger, Der Fels der Lorelei, Gedichte

### 1980
- Ludwig Fels, Ich bau aus der Schreibmaschine eine Axt, Gedichte und Geschichten
- José López Portillo y Pacheco, Quetzalcóatl, Roman

### 1982
- Ulrich Becher, Franz Patenkindt
- Friedrich Christian Delius, Ein Held der inneren Sicherheit

- Mariama Bâ, Ein so langer Brief
- Grigori Baklanow, In Sachen Karpuchin
- Miguel Barnet, Gallego, Lebensgeschichte eines galicischen Auswanderers
- Julius Balco, Die Geige mit dem Schwanenhals
- Andrej Bitow, Die ungeliebte Albina
- Susan Hill, Seltsame Begegnung
- Viktor Konezki, Meeresträume, Fahrensgeschichten
- Dorothée Letessier, Die Reise nach Paimpol
- Cristina Peri Rossi, Der Abend des Dinosauriers, Erzählungen

### 1983
DDR-Autoren
- Helga Schütz, Martin Luther. Eine Erzählung für den Film, 2. Auflage 1985
- Wolfgang de Bruyn, Die letzte Runde, 2. Auflage 1985
- Margarete Neumann, Ein gewöhnlicher Nachmittag
- Thomas Böhme, Mit der Sanduhr am Gürtel, 2. Auflage 1986
- Wolfgang Noa, Leben in Preußen, 2. Auflage 1985
- Dieter Mucke, Kammwanderung

Ausländische Autoren
- Wolfgang Komm, Der Idiot des Hauses, Roman
- Jayne Anne Phillips, Das himmlische Tier
- Tommaso Di Ciaula, Der Fabrikaffe und die Bäume
- Lenka Reinerová, Der Ausflug zum Schwanensee
- Ladislav Fuks, Das Bild des Martin Blaskowitz

### 1984
- Wulf Kirsten, Die Schlacht bei Kesselsdorf, 2. Auflage 1987
- Brigitte Strużyk, Leben auf der Kippe
- Andreas Albrecht, Nachtwandeln und ähnliche Prosastücke
- Bernd-Dieter Hüge, Kaderakte eines Zugvogels

- Ulrich Berkes, Tandem
- Eliseo Diego, In meinem Spiegel
- Alice Childress, Ein Held ist auch bloß 'n Würstchen

### 1985
DDR-Autoren
- Erwin Strittmatter, Grüner Juni, 2. Auflage 1986
- Peter Hacks, Die Binsen
- Christine Wolter, Areopolis
- Gisela Kraft, Katze und Derwisch
- Holger Teschke, Bäume am Hochufer

Ausländische Autoren
- Heinar Kipphardt, Bruder Eichmann
- Botho Strauß, Rumor
- Elisabeth Reichart, Februarschatten

- Michel Tournier, Die Familie Adam
- Alberto Moravia, Prähistorische Histörchen
- Cristina Peri Rossi, Mona Lisa und ihr Maler
- Rachid Boudjedra, Der Pokalsieger
- Nawal El Saadawi, Firdaus – eine Frau am Punkt Null
- Yaşar Kemal, Die Ararat-Legende
- Nadeschda Koschewnikowa, Die schöne Jelena
- Wladimir Litschutin, Die geflügelte Serafima
- Bahumir Wongar, Der Schoß

### 1986
DDR-Autoren
- Christoph Hein, Einladung zum Lever Bourgeois
- Helga Schubert, Lauter Leben
- Uwe Berger, Woher und wohin
- Thomas Böhme, Mit der Sanduhr am Gürtel
- Wilhelm Bartsch, Übungen im Joch
- Reinhard Bernhof, Leipzig Hauptbahnhof

Ausländische Autoren
- Léon de Winter, Die (Ver)Bildung des jüngeren Dürer
- Michel Tournier, Gilles & Jeanne
- Oleg Shdan, Das Wochenende
- Elegie. Junge bulgarische Prosa

### 1987
DDR-Autoren
- Margarete Neumann, Dies ist mein Leben
- Wulf Kirsten, Die Schlacht bei Kesselsdorf
- Ingeborg Arlt, Das kleine Leben
- Kurt Drawert, Zweite Inventur
- Lothar Walsdorf, Über Berge kam ich
- Horst Drescher, Aus dem Zirkusleben
- Michael Wüstefeld, Heimsuchung

Ausländische Autoren
- François Bon, Feierabend
- Mati Unt, Herbstball
- Bekir Yıldız, Südostverlies
- Bernard MacLaverty, Cal
- Zhang Xinxin, Eine Welt voller Farben. 22 chinesische Porträts"
- Wladimir Makanin, Die Verfolgungsjagd

### 1988
DDR-Autoren
- Benedikt Dyrlich, Hexenbrennen
- Harald Gerlach, Abschied von Arkadien
- Uwe Bergander, Balance

Ausländische Autoren
- Peter Härtling, Waiblingers Augen
- Claude Simon, Anschauungsunterricht
- Rulo Melchert, Auf dem stierhörnigen Mondkahn
- Manuel Rui, Das Meer und die Erinnerung
- Franz Hodjak, Sehnsucht nach Feigenschnaps
- Tahar Djaout, Die Suche nach den Gebeinen
- Ntozake Shange, Schwarze Schwestern
- Anatol Kudravec, Die verräterische Spur
- Anatolij Kurtschatkin, Ein Weiberhaus